# Marko Babić (militar)

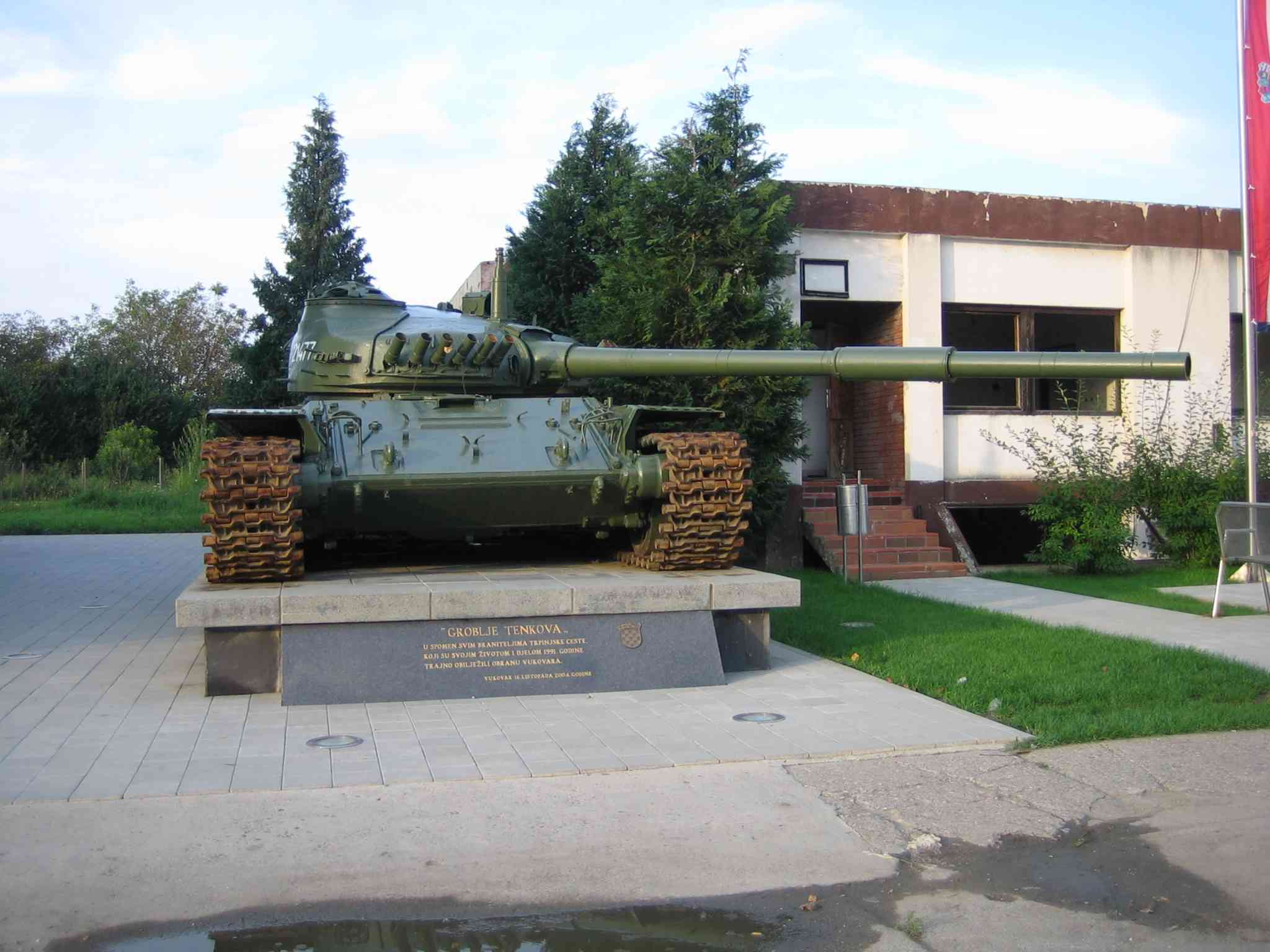
Monument comemorând asediul Vukovarului, ridicat pe bulevardul Trpinja
(cunoscut drept „cimitirul tancurilor”)

Marko Babić (n. 16 februarie 1965 - d. 5 iulie 2007) a fost un ofițer din armata croată (având gradul de colonel), care s-a aflat sub arme în perioada Războiului Croat de Independență.
Este cunoscut pentru contribuția sa în timpul asediului Vukovarului, unde a condus apărarea bulevardului Trpinjska Cesta, sub comanda lui Blago Zadro, al cărui adjunct a fost. Bulevardul reprezenta una din cele mai directe căi de atac asupra Vukovarului și a fost ales de forțele Armatei Populare Iugoslave (Jugoslovenska Narodna Armija – JNA) pentru o pătrundere în oraș prin intermediul tancurilor. În consecință, între 14 și 20 septembrie 1991, JNA a lansat în acea zonă unele din cele mai puternice atacuri cu tancuri și infanterie asupra orașului.
Unul din acestea a fost inițiat pe 18 septembrie, de la nord de Trpinjska Cesta, de către un batalion al Brigăzii Mecanizate nr. 51 a JNA, cuprizând circa 30 de tancuri și 30 de blindate. Acestea au căzut într-o ambuscadă, fiind aproape compet distruse. Drept rezultat, zona în care s-a desfășurat lupta a fost poreclită cimitirul tancurilor.
Marko Babić este creditat că ar fi distrus personal 14 tancuri, mai multe decât oricine altcineva în timpul asediului Vukovarului. Al doilea episod din documentarul TV în 10 părți, realizat în 2005 și intitulat „Heroes of Vukovar” (Eroii Vukovarului) este dedicat lui Babić și luptătorilor săi.